# Triticella fusiformis
Triticella fusiformis är en mossdjursart som beskrevs av Jean-Loup d'Hondt och Hayward 1981. Triticella fusiformis ingår i släktet Triticella och familjen Triticellidae. Inga underarter finns listade i Catalogue of Life.